# Monte Mauro
Il monte Mauro (mont Mavòr in romagnolo, dal latino Majore) è un'altura dell'Appennino faentino di 515 m s.l.m..

## Geografia
Il monte Mauro è la cima più alta della Vena del Gesso Romagnola, formazione che interseca il crinale montuoso che separa la valle del fiume Senio (a ovest) da quella del suo principale tributario, il torrente Sintria (a est). Esso è ben visibile dalle due valli che separa e segna inoltre il confine tra i comuni di Brisighella (a est) e di Casola Valsenio (a ovest). Ai piedi della montagna si trova il centro abitato di Zattaglia.
Il massiccio di monte Mauro comprende, oltre al monte stesso (515 metri di altitudine, la cima più alta della Vena del Gesso Romagnola), anche un'altra cima posta nelle immediate vicinanze, il monte Incisa, che raggiunge l'altezza di 378 metri. 

## Storia
Sulla sommità sono presenti i ruderi dell'antico castello di Monte Mauro. È attestato fin dal 932 quale castrum Tiberiacis, in connessione con l'omonima pieve.
La pieve di S. Maria in Tiberiaco, è sopravvissuta al castrum. Ristrutturata all'inizio del XXI secolo è oggi visitata da numerosissimi fedeli.
Fonti medievali testimoniano che il 1º gennaio 1293 Maghinardo Pagani e Bernardino dei Conti di Cunio, con il populus di Faenza, conquistarono castrum Montis Maioris nel "comitatus Imolae". 

Dopo aver svolto la propria funzione per diversi secoli, nel 1506 il castello venne dismesso. Da Mons Major (genitivo Montis Maioris) il suo nome fu corrotto in Maore (in romagnolo Mont Mavòr) e poi, dal XIX secolo, italianizzato arbitrariamente in "Mauro".

Oggi restano visibili la base del mastio e tratti di mura.